# 알파몽
알파몽(본명: 문창민, 1998년 10월 24일 ~ )은 대한민국의 리그 오브 레전드 프로게이머로 아이디는 Alphamong, 포지션은 탑 라이너이다.

## 선수 생활
2016년 IN 게이밍에서 프로 커리어를 시작했다.
2017년 1월, 멋진팀에 입단했다. 이후 팀의 챌린저스 승격에 기여했다. 스프링 시즌 팀의 챌린저스 포스트시즌 진출에 기여했다. 2017년 5월, 팀이 해체되면서 퇴단했다.
2018년 5월, Gen.G에 입단했다. 서머 시즌 큐베의 서브 선수로 활동했다. 2018시즌 종료 후 팀에서 퇴단했다.
2020시즌을 앞두고 APK 프린스에 입단했다. 2020시즌 익수의 서브 선수로 활동했다. 2020시즌 종료 후 팀에서 퇴단했다.

## 소속팀
| # | 팀명       | 소속 기간             | 소속 리그   | 비고 |
| - | ---------- | --------------------- | ----------- | ---- |
| 1 | IN 게이밍  | 2016~2016.05.20       | LSPL        |      |
| 2 | 멋진팀     | 2017.01.10~2017.05    | 아마추어 CK |      |
| 3 | Gen.G      | 2018.05.17~2018.11.17 | LCK         |      |
| 4 | APK 프린스 | 2020.1.17~2020.11.16  | LCK         |      |